# Knud Kristensen
Knud Kristensen, né le 26 octobre 1880 à Ringkøbing (Danemark) et mort le 28 septembre 1962 à Fredensborg (Danemark), est un homme politique danois. Membre de Venstre, il est Premier ministre entre 1945 et 1947.